# Escala ditónica

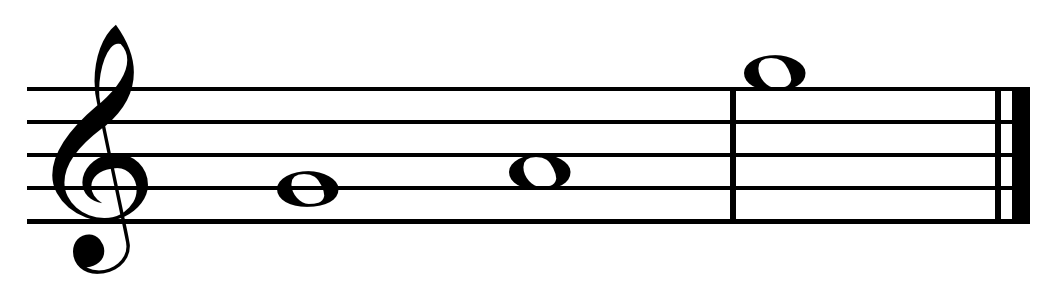
Escala ditónica.

Una escala ditónica en música es una escala o modo musical constituido por una sucesión de dos sonidos, alturas o notas diferentes dentro de una octava.

## Descripción
Se trata de una escala musical formada por dos sonidos sucesivos diferentes dentro de una octava. Contrasta con dos tipos de escala muy comunes en la música occidental que son la escala heptatónica formada por siete sonidos, como por ejemplo la escala mayor y la menor; o bien la escala cromática compuesta por doce notas. Las escalas ditónicas no son habituales en la música académica contemporánea y se suelen relacionar con la música prehistórica. El etnomusicólogo Bruno Nettl observó que las escalas ditónicas eran comunes en muchas partes del mundo, pero a menudo se limitan a tipos de música específicos tales como las canciones infantiles, con la excepción de ciertas sociedades tribales.
Es fundamental no confundir la denominación que aluda a esta escala formada por solo dos alturas con otros conceptos musicales que pueden presentar nombres similares:
- Escala ditónica: los etnomusicólogos utilizan el término idéntico para describir las escalas pentatónicas hemitónicas, debido a que el intervalo más grande que hay en ellas es el ditono (por ejemplo, en la escala do–mi–fa–sol–si–do, el intervalo existente entre do–mi y sol–si).[2][6]
- Escala diatónica: es una de las escalas más comunes formada por siete sonidos.
- Ditono: es un intervalo musical de tercera mayor del sistema de Pitágoras.

## Distribución

### África

#### Nigeria
La ditónica es uno de los tipos de escalas empleadas en la música tradicional nigeriana.

### América

#### Norteamérica
Varias escalas ditónicas fueron observadas en las tribus Modoc y Klamath de la costa oeste norteamericana. De igual manera fueron encontradas en las Grandes Llanuras en los rituales de la religión Danza de los espíritus (Ghost Dance) de la década de 1800. Asimismo, este tipo de escala fue empleada en la música de los Shawnee.

#### Perú
El pueblo Shipibo del Amazonía del Perú usa las escalas ditónicas en aproximadamente un 2,5% de su música. Esta clase de escalas de dos tonos se han encontrado «casi exclusivamente en los complejos cantos ostinato».

### Asia

#### India
En la música de la India puede escucharse esta clase de escala ditónica, denominada Dvisvara que quiere decir «dos tonos». No obstante, las escalas ditónicas no son reconocidas como escalas raga.

#### Vietnam
La poesía folclórica ca dao de Vietnam a veces se canta en escalas ditónicas.

### Europa

#### Rusia
La música del pueblo Mari, también llamados los cheremises de Rusia emplea escalas ditónicas en las canciones infantiles, generalmente con las dos notas situadas a una distancia de tercera menor. Nettl teorizó que estas canciones de dos tonos podían constituir un vestigio de una forma de música más arcaica. Esta cultura musical era fundamentalmente pentatónica, aunque también utilizaban escalas tetratónicas en un 20% de las veces.

### Oceanía

#### Maorí
En un estudio llevado a cabo en 1969 por el etnomusicólogo Mervyn McLean, éste observó que entre las tribus maorís que había encuestado las escalas ditónicas eran las terceras más frecuentes, constituyendo el 17% de las escalas empleadas por estos pueblos. Las más comunes eran las escalas tritónicas (de tres notas) con un 47% y en segundo lugar se situaban las escalas tetratónicas (de cuatro notas) con un porcentaje del 31%.